# Jason Grilli
Jason Michael Grilli (Royal Oak, 11 novembre 1976) è un ex giocatore di baseball statunitense naturalizzato italiano di ruolo lanciatore di rilievo.

## Carriera

### Club
Dopo la Charles W. Baker High School a Baldwinsville, ha frequentato la Seton Hall University dal 1995 al 1997. È stato scelto dai San Francisco Giants al primo giro (quarta chiamata assoluta) al draft MLB del 1997, mettendosi poi in luce nelle varie leghe minors. Nel 1999 è stato ceduto ai Florida Marlins con i quali debuttò in MLB l'11 maggio del 2000 contro gli Atlanta Braves in un match poi vinto 5-4.
In seguito ha giocato anche per i Chicago White Sox, i Detroit Tigers, i Colorado Rockies, i Texas Rangers finché nel 2011 approdò ai Pittsburgh Pirates, punto di svolta della sua carriera. Giocando da lanciatore di rilievo, ha ottenuto due premi come  Delivery Man del mese (aprile e maggio 2013) e una convocazione per l'All-Star Game.
La sua carriera è in seguito proseguita con i Los Angeles Angels of Anaheim, gli Atlanta Braves e dal 2016 milita nei Toronto Blue Jays.

### Nazionale
Figlio di Steve Grilli, lanciatore MLB degli anni settanta, vanta origini laziali, precisamente di Ferentino (Frosinone), che gli hanno valso l'ottenimento della cittadinanza italiana. Dopo aver preso parte alla preparazione in vista delle Olimpiadi di Atlanta 1996, fu tagliato anche a causa delle polemiche sollevate dai giornali e tornò ad indossare la maglia azzurra solamente nel 2006. Ha partecipato con l'Italia al World Baseball Classic del 2006, 2009 e 2013, per un totale di cinque incontri.

## Palmarès
- MLB All-Star: 1

2013